# Pahonija
Pahonija je bjeloruski povijesni grb i simbol.
Pojam se može prevesti kao "progon" ili "juriš" ("onaj koji proganja, juriša"). Bio je službeni grb Bjeloruske Narodne Republike 1918. godine i Bjelorusije od 1991. do 1995. godine.
Grb prikazuje bijeloga konjanika s mačem u ruci na bijelom propetom konju. Podloga je crvene boje. Na štitu konjanika nalazi se dvostruki križ zlatne boje. Dvostruki križ potječe iz Bizanta, a kasnije ga je usvojila Ruska Pravoslavna Crkva, ali se nalazi i na grbovima Mađarske i Slovačke. Heraldički, grb pripada u skupinu grbova konjanika s mačem. Od 14. stoljeća, gotovo jednak grb imalo je Veliko Vojvodstvo Litve. Bjelorusija je bila u njegovom sastavu.
Pahonija se nalazila na mnogim grbovima gradova i pokrajina u Bjelorusiji, Poljskoj, Litvi i Rusiji, a na nekima se nalazi i danas. Nalazi se i u logotipima nekih bjeloruskih organizacija.
Pahonija je bio službeni grb Bjelorusije od 1991. do 1995. godine, a promijenio se nakon dolaska na vlast bjeloruskoga predsjednika Aleksandra Lukašenka nakon spornog referenduma. Od tada je Pahonija postala simbol bjeloruske oporbe.
Grb Litve vrlo je sličan Pahoniji.